# 丹尼爾·阿爾多什金
丹尼爾·阿爾多什金（俄語：Даниил Алексеевич Алдошкин，2001年6月19日—），俄羅斯速度滑冰運動員，他代表俄羅斯奧林匹克委員會隊參加了中國舉行的2022年冬季奧林匹克運動會，並且在男子團體追逐比賽上獲得銀牌。